# Nymphalis hackrayi
Nymphalis hackrayi är en fjärilsart som beskrevs av Cabeau 1925. Nymphalis hackrayi ingår i släktet Nymphalis och familjen praktfjärilar. Inga underarter finns listade i Catalogue of Life.